# 淺香光代
淺香 光代（1928年2月20日—2020年12月14日），本名北岡 昭子，日本女演員，生於日本東京府東京市神田區（今東京都千代田區神田），以演出劍劇而聞名。也為多部動畫配音。

## 生平
1937年，九歲時成為淺香新八郎、森静子的弟子，開始演出舞台劇。1942年，以淺香光代之名，擔綱演出。